# Heydenia testacea
Heydenia testacea är en stekelart som beskrevs av Yang 1996. Heydenia testacea ingår i släktet Heydenia och familjen puppglanssteklar. Inga underarter finns listade i Catalogue of Life.